# Beringen Badischer Bahnhof
Beringen Badischer Bahnhof – stacja kolejowa w Beringen, w kantonie Szafuza, w Szwajcarii.

## Połączenia
Na stacji zatrzymują się pociągi Schweizerische Bundesbahnen i Deutsche Bahn, są to składy Interregio-Express oraz Regionalbahn.
Połączenia bezpośrednie (stacje końcowe):
- Bazylea
- Erzingen
- Singen (Hohentwiel)
- Szafuza
- Waldshut-Tiengen
- Wilchingen-Hallau

| Beringen Badischer Bahnhof |  |                                               |
| Linia Hochrhein            |  |                                               |
| Neunkirchodległość: 6,3 km |  | Neuhausen Badischer Bahnhof odległość: 3,8 km |